# Petoskey
Petoskey est une ville située dans l’État américain du Michigan. C'est le siège du comté d'Emmet. Sa population est de 5 877 habitants (Recensement de 2020). 
La ville de Petoskey est une destination touristique. L'hiver, on y pratique le ski alpin et le ski de fond dans les stations de la région. L'été, c'est un lieu de détente, connu pour ses nombreux lacs et rivières. L'automne, on y apprécie les couleurs des feuilles surtout grâce aux diverses essences : érables, tamaracks (mélèze laricin) et bouleaux. Au printemps, la chasse à la morille est une activité populaire : on peut cueillir ce champignon dans un sous-bois souvent embelli en cette saison de nuages de fleurs blanches et roses, les "fleurs de lys" (trillium) de la forêt michiganaise.
Petoskey prêta son nom à la Pierre de Petoskey, un corail fossilisé qui est une pierre d'état du Michigan. 
Ernest Hemingway habita une saison à Petoskey : selon la légende locale, il rédigea certains de ses écrits accoudé au comptoir du pub City Park Grill.

## Histoire

### Habitants Outaouais
La région de Little Traverse Bay fût habitée par des indigènes, y compris les Outaouais.
Il est dit que le nom Petoskey signifie "là où la lumière brille à travers les nuages" dans la langue des Outaouais. Après le Traité de Washington, en 1836, le chef des Outaouais prit l'opportunité d'acquérir les terres proches de la Bear River.

### Les premières missions presbytériennes
Dans les années 1850, plusieurs groupes religieux avaient établi des missions près de Little Traverse Bay. Une ramification mormone était basée sur l'île Beaver, les missionnaires jésuites étaient basés à L'Arbre Croche et Michilimackinac, avec une présence catholique à Harbor Springs, connue comme "Little Traverse". Andrew Porter, un missionnaire presbytérien, arriva au village de Bear River (telle qu'il était appelé) en 1852.

### Les pigeons migrateurs
À la fin du XIXe siècle, Petoskey était dans la région du nord du Michigan où 50 000 tourtes voyageuses furent tuées quotidiennement au sein de chasses intensives, menant à leur extinction complète au début du XXe siècle. Un marqueur historique d'État commémore ces événements, dont la dernière grande nidification des tourtes voyageuses à Crooked Lake en 1878. Un chasseur fut réputé pour avoir personnellement tué "un million d'oiseaux" et empoché 60 000 dollars, l'équivalent d'un million de dollars d´aujourd'hui.

## Géographie

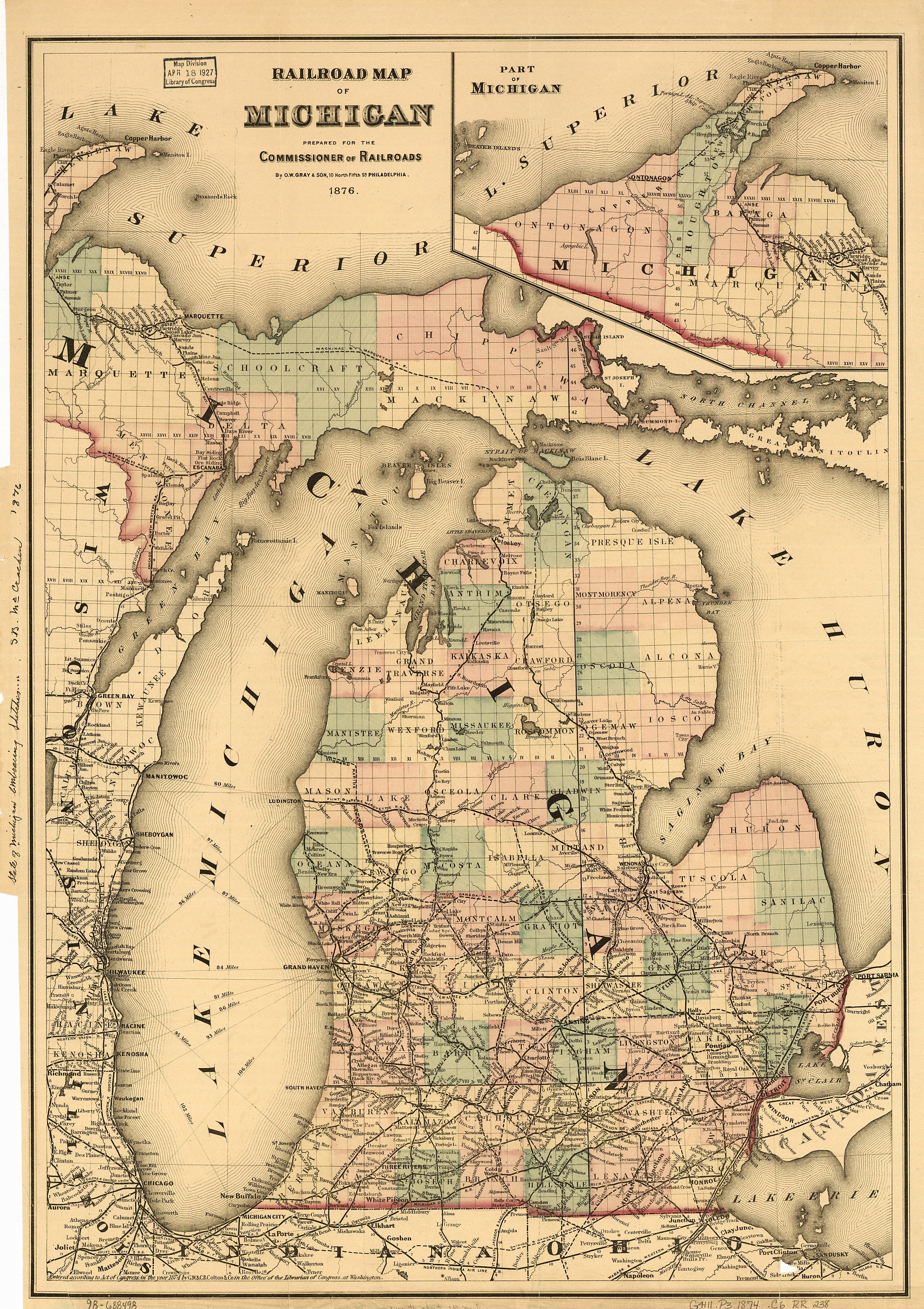
En 1876, la Grand Rapids and Indiana Railroad avait construit une ligne au nord jusqu'à Petoskey. Petoskey devint le siège du comté d'Emmet en 1902.

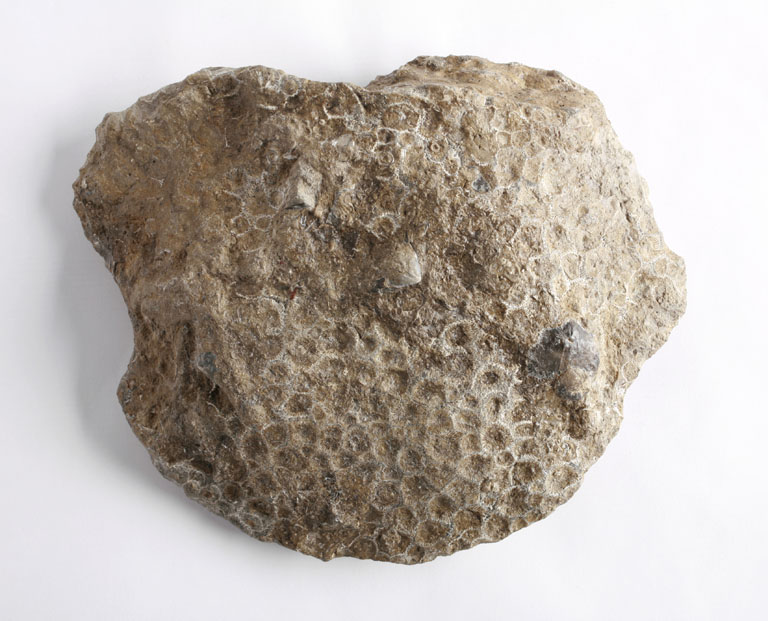
La Pierre de Petoskey, une forme de vieux fossile coralien, trouvé en abondance dans la zone; porte le nom de la ville.

Selon le Bureau du recensement des États-Unis, la ville dispose d'une superficie globale de 13.70 km2, dont 13.18 km2 est constitué de terre, et 0.52 km2 est composé d'eau.  

### Climat
Cette région climatique présente de grandes différences de température saisonnières, avec des étés chauds à très chauds (et souvent humides) et des hivers froids (parfois très froids). Selon le système de classification de Köppen, Petoskey a un climat continental humide. La proximité de la ville au Lac Michigan entraîne un décalage saisonnier important, avec les mois d'août et de février comme étant respectivement le mois le plus chaud et le mois le plus froid.
| Mois                              | jan. | fév.  | mars | avril | mai  | juin | jui. | août | sep. | oct. | nov. | déc. | année |
| --------------------------------- | ---- | ----- | ---- | ----- | ---- | ---- | ---- | ---- | ---- | ---- | ---- | ---- | ----- |
| Température minimale moyenne (°C) | −9,4 | −10,2 | −6,6 | −0,2  | 5,9  | 11,8 | 15,2 | 14,8 | 10,8 | 5,1  | −0,2 | −5   | 2,7   |
| Température moyenne (°C)          | −6   | −6,1  | −2   | 4,4   | 10,9 | 16,5 | 19,6 | 19,3 | 15,7 | 9,2  | 3,2  | −2,1 | 6,9   |
| Température maximale moyenne (°C) | −2,6 | −2    | 2,6  | 8,9   | 16   | 21,3 | 24   | 23,8 | 20,5 | 13,3 | 6,5  | 0,9  | 11,1  |
| Record de froid (°C)              | −33  | −37   | −28  | −18   | −7   | −1   | 2    | −1   | −3   | −9   | −19  | −28  | −37   |
| Record de chaleur (°C)            | 13   | 17    | 29   | 34    | 34   | 36   | 38   | 37   | 36   | 31   | 24   | 18   | 38    |
| Précipitations (mm)               | 61   | 42    | 49   | 74    | 78   | 74   | 64   | 83   | 90   | 114  | 77   | 62   | 869   |
| dont neige (cm)                   | 100  | 69    | 31   | 11    | 0,25 | 0    | 0    | 0    | 0    | 0,76 | 24   | 78   | 314   |
| Nombre de jours avec neige        | 14,4 | 11,3  | 5,4  | 1,9   | 0,1  | 0    | 0    | 0    | 0    | 0,3  | 4,7  | 12,3 | 50,4  |

## Personnalités liées à la ville
- Megan Boone, actrice, star de la série Blacklist
- Bruce Catton, historien
- David Malpass, économiste, homme politique et président du Groupe de la Banque mondiale
- Claude Shannon, père de la théorie de l'information
- Hal Smith, comédien de doublage, Otis Campbell dans The Andy Griffith Show
- Mark Smolinski, joueur de football américain
- Sufjan Stevens, auteur-compositeur-interprète
- Famous Last Words, groupe de post-hardcore

## Dans la culture populaire
Petoskey et ses environs sont remarquables dans la littérature américaine du XXe siècle en tant que décor des Aventures de Nick Adams, écrites par Ernest Hemingway qui passa les étés de son enfance dans les environs du Walloon Lake. Ils étaient le cadre de certains événements dans le roman de Jeffrey Eugenides, Middlesex. Le film "Beside Still Waters", réalisé par le co-scénariste Chris Lowell, a été tourné à Petoskey en 2012.
Christopher Wright, un auteur originaire de Topinabee, écrivit son roman "Bestseller" en 2002 sous le nom de plume Christopher Knight. Il a financé le projet de film pour que son livre soit filmé à Petoskey en 2013. Wright écrivit également la série pour enfants "Michigan Chillers" ainsi que la série "American Chillers" sous le nom de plume Johnathon Rand.